# Triaenophoridae
Triaenophoridae är en familj av plattmaskar. Enligt Catalogue of Life ingår Triaenophoridae i ordningen Pseudophyllidea, klassen Neoophora, fylumet plattmaskar och riket djur, men enligt Dyntaxa är tillhörigheten istället ordningen Eucestoda, klassen Neodermata, fylumet plattmaskar och riket djur. Enligt Catalogue of Life omfattar familjen Triaenophoridae 2 arter. 
Kladogram enligt Catalogue of Life och Dyntaxa:
| Triaenophoridae | \| \| Ancistrocephalus \| \| \| \| \| \| Anoncocephalus \| \| \| \| |
|                 | \| \| Ancistrocephalus \| \| \| \| \| \| Anoncocephalus \| \| \| \| |
|                 | Bothriocephalidae                                                   |
|                 |                                                                     |
|                 | Ancistrocephalus                                                    |
|                 |                                                                     |
|                 | Anoncocephalus                                                      |
|                 |                                                                     |

|  | Ancistrocephalus |
|  |                  |
|  | Anoncocephalus   |
|  |                  |